# سجاد پورحسینی
سجاد پورحسینی (متولد ۲۸ مرداد ۱۳۷۸ در استان گیلان) عضو تیم ملی تیراندازی ایران می‌باشد..

## افتخارات
مدال نقره تپانچه بادی ۱۰ متر تیمی در مسابقات قهرمانی جهان ۲۰۲۲ در قاهره 
مدال طلا تپانچه بادی ۱۰ متر انفرادی در مسابقات جام جهانی باکو ۲۰۲۳
مدال طلا تپانچه بادی ۱۰ متر تیمی در مسابقات جام جهانی باکو ۲۰۲۲
مدال نقره تپانچه بادی ۱۰ متر تیمی در مسابقات جام جهانی برزیل ۲۰۲۲
مدال برنز تپانچه بادی ۱۰ متر تیمی در مسابقات جام جهانی کرواسی ۲۰۲۱
مدال برنز تپانچه بادی ۱۰ متر انفرادی در مسابقات یونیورسیاد ناپولی ۲۰۱۹
مقام پنجم تپانچه بادی ۱۰ متر انفرادی در مسابقات جام جهانی برزیل ۲۰۲۲